# 王禔
王禔（1880年7月17日—1960年3月2日），原名壽祺，後改名為禔，字維季，号福庵，別署鋤石農、微幾、屈瓠、羅刹江民、印傭、石奴等，通稱為王福庵、王福厂。早有持默之號，七十歳以後自號持默老人，斋名麋研斋、春住楼，浙江仁和（今杭州）人，清末民初的篆刻家、書法家、收藏家。

## 生平
1880年出生於浙江仁和。幼時秉承家学，于訓詁詩詞，皆富修养。十余岁即以工於书法篆刻闻名于时。1904年与叶铭、丁輔之、吴隐等创设西泠印社。
1920年，他接受了北洋政府印铸局技正、故宫博物院鉴定委员的职任，1927年因寧漢合流而被迫離開北京，依次遷往武漢、南京。1928年复官南京国民政府印铸局技正，与好友唐醉石一同主篆“中华民国之玺”、“荣典之玺”等，1930年後辞官定居上海，專心治印。
晚年成為浙江省文史館館員與上海中国画院的畫師，擔任中國金石篆刻研究社籌委會主任委員。1960年因因摄护腺肿胀开刀未能愈合转为肺炎去世。

## 轶事
1925年，王禔因手拨电风扇开关而触电伤脑，因此卧病两年，留下了常常头晕目眩的后遗症。此后他刻印时经常躺在藤椅上，右手执刀，左手握石，小拇指上还要吊一个小镜子。他雕刻时十分专注，即使胸口上落有石屑也全不在乎。此外他雕刻时还有吸烟的习惯。

## 著作
- 《説文部屬撿異》
- 《麋硯齋作篆通假》
- 《福庵藏印》
- 《麋硯齋印存》
- 《罗刹江民印稿》
- 《麋研斋印存重辑本》
- 《麋研斋印存重辑本续》
- 《福庵印稿》

## 引用
- 銭君匋;・葉潞淵『篆刻の歴史と鑑賞』高畑常信訳 秋山書店＜秋山叢書＞、昭和57年。
- 銭君匋;共著『印と印人』北川博邦・蓑毛政雄・佐野栄輝共訳 二玄社＜藝林叢書＞選訳Ⅰ、1982年。